# التحالف اليساري
التحالف اليساري كان تحالف من الأحزاب السياسية اليسارية التي كانت ستخوض الانتخابات البرلمانية المصرية عام 2015، على الرغم من أن كل حزب سيخوض الانتخابات على حدة.

## الأطراف التابعة
- حزب التجمع الوطني التقدمي الوحدوي
- حزب التحالف الشعبي الاشتراكي
- الحزب الشيوعي المصري
- الحزب الاشتراكي المصري[5]